# Britische Unterhauswahl 1983
| Regierung (397): Conservative 397 |  | Opposition (253): Labour 209 Alliance 23 UUP 11 DUP 3 SNP 2 Plaid 2 SDLP 1 SF 1 * UPUP 1 |

Zusammensetzung:
^{*} Die Sinn-Féin-Mandate werden in Westminster nicht eingenommen.

Die britische Unterhauswahl 1983 fand am 9. Juni 1983 statt. Es wurde der größte Wahlerfolg der Conservative Party unter Margaret Thatcher bzw. einer Partei seit der von Labour gewonnenen Unterhauswahl 1945.
Die Oppositionsparteien SDP/Liberal Alliance und Labour erhielten fast die gleiche Anzahl an Stimmen. Seit 1918 war dies die größte Wahlniederlage der Labour-Partei, die über 3 Millionen Stimmen gegenüber 1979 verlor und den Konservativen eine Mehrheit von 144 Sitzen brachte, obwohl diese ebenfalls leichte Stimmenverluste hinnehmen musste.
Die SDP-Liberal Alliance lag nur 675.985 Stimmen hinter Labour, erhielt aber auf Grund des relativen Mehrheitswahlrechtes 186 Sitze weniger.

## Vorgeschichte
Margaret Thatcher war seit der Wahl 1979, die die Conservative Party mit absoluter Mehrheit gewann die erste weibliche Premierministerin. Nach der Wahl von Michael Foot spaltete sich eine Gruppe sozialliberaler Mitglieder von der Labour Party ab und formte die Social Democratic Party, die mit der Liberal Party ein Wahlbündnis einging. Dieses Wahlbündnis führte Zeitweise in den landesweiten Umfragen vor Labour und den Konservativen, nicht zuletzt weil die neue Premierministerin und ihre neue Regierung höhst kontroverse Maßnahmen gegen die streikenden Gewerkschaften durchsetzten. Nach dem gewonnenen Falklandkrieg drehte sich die Stimmung im Land und Thatcher setzte Wahlen an, um von der guten Stimmung zu profitieren.

## Wichtige Parteiführer

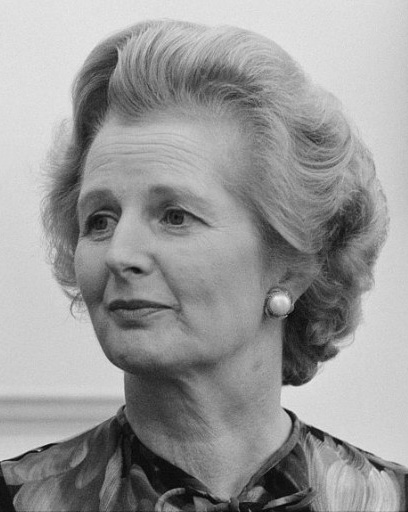
Premierminister Margaret Thatcher (Conservatives)
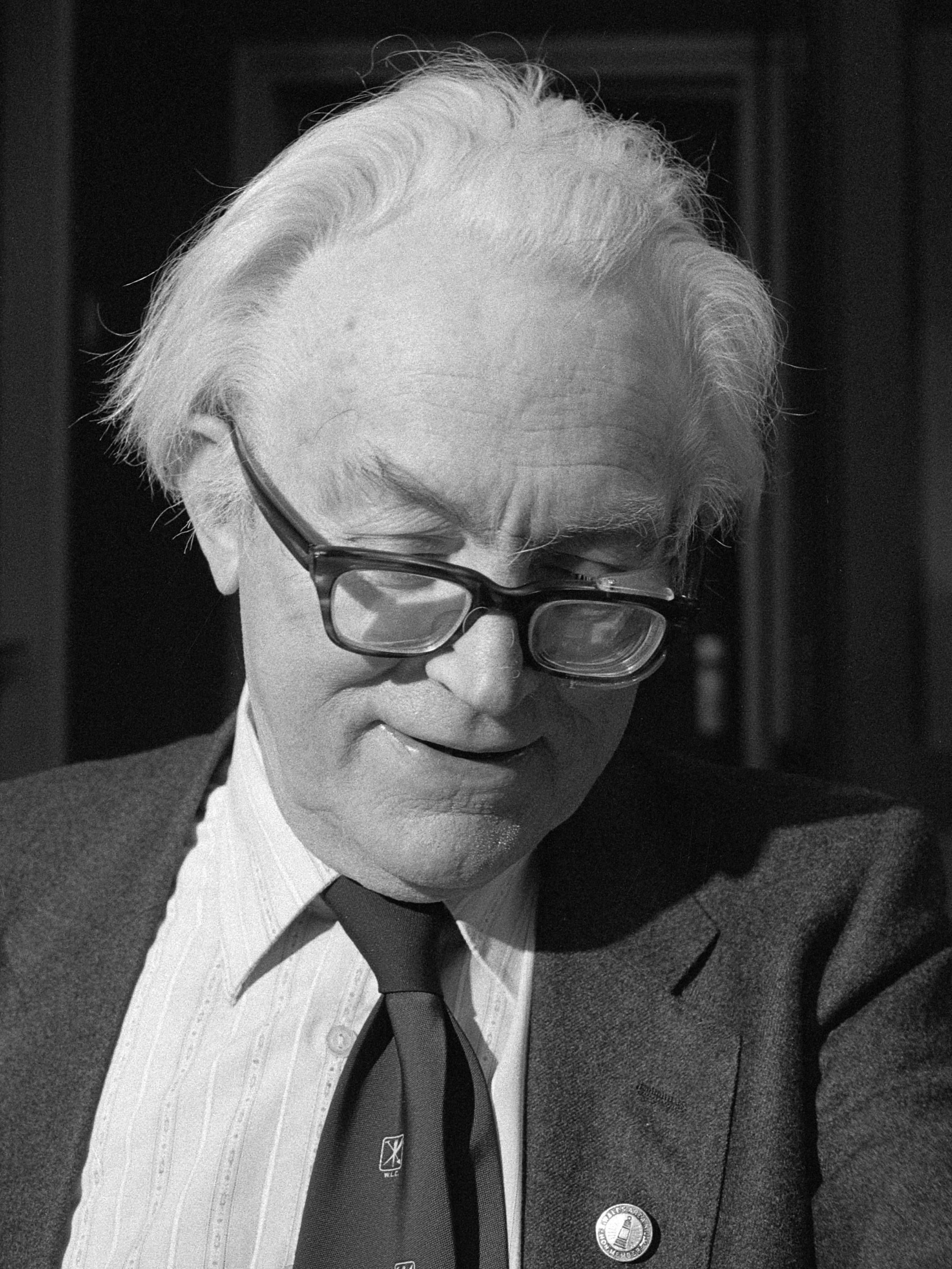
Oppositionsführer Michael Foot (Labour)
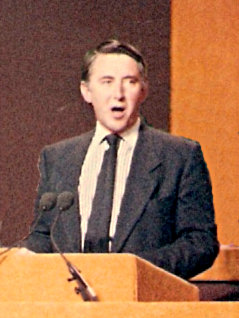
Member of Parliament David Steel (Alliance/Liberal)
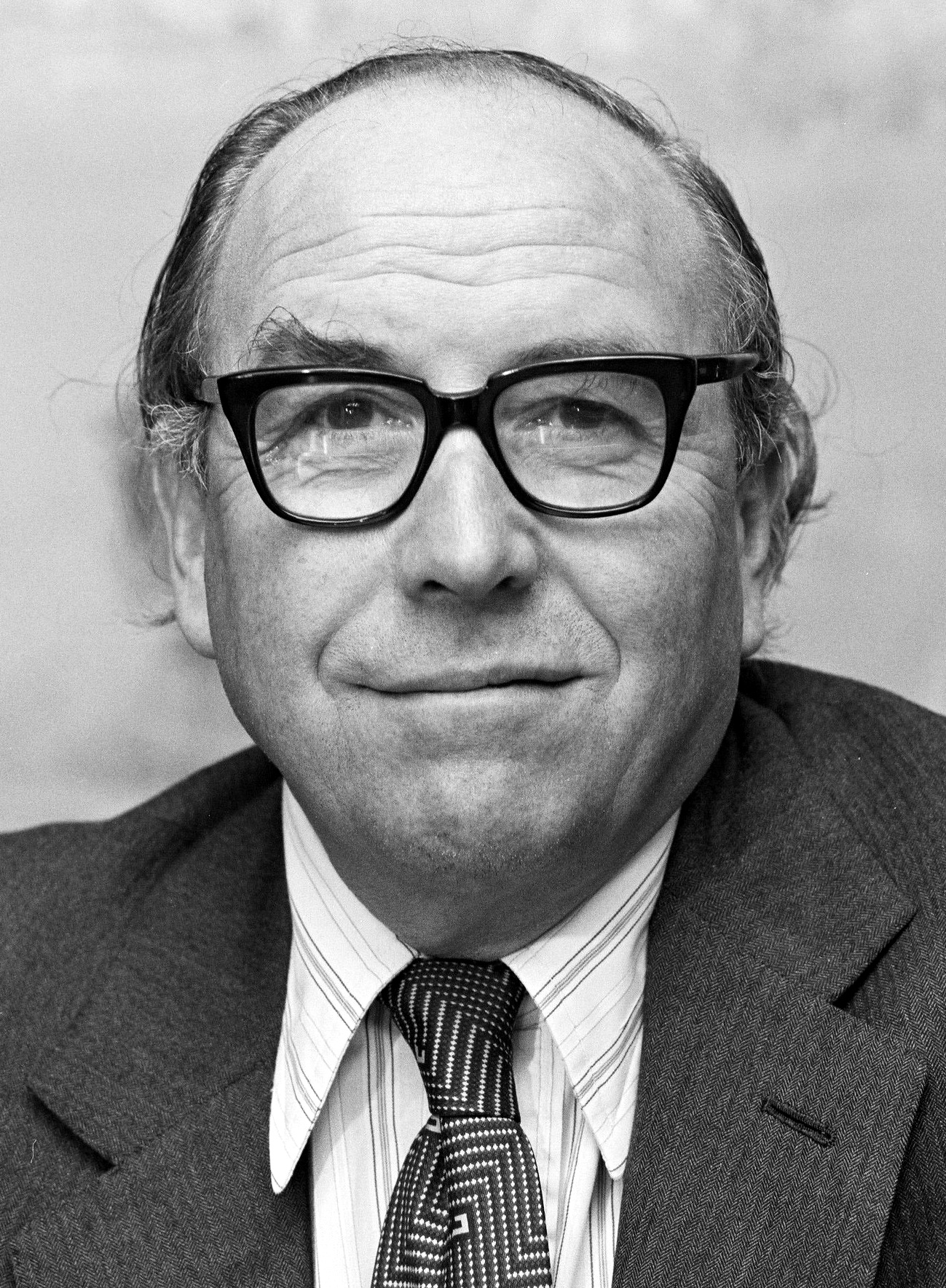
Member of Parliament Roy Jenkins (Alliance/SDP)

## Ergebnisse

Ergebnisse nach Wahlkreisen. Die Farben entsprechen der nebenstehenden Tabelle.

| Partei          | Partei                              | Stimmen    | Stimmen | Stimmen | Mandate | Mandate |
| Partei          | Partei                              | Anzahl     | %       | +/−     | Anzahl  | +/−     |
| --------------- | ----------------------------------- | ---------- | ------- | ------- | ------- | ------- |
|                 | Conservative Party                  | 13.012.316 | 42,4    | −1,5    | 397     | +58     |
|                 | Labour Party                        | 8.456.934  | 27,6    | −9,3    | 209     | −60     |
|                 | SDP–Liberal Alliance                | 7.780.949  | 25,4    | +11,6   | 23      | +12     |
|                 | Scottish National Party             | 331.975    | 1,1     | −0,5    | 2       | −       |
|                 | Ulster Unionist Party               | 259.952    | 0,8     | −       | 11      | +5      |
|                 | Democratic Unionist Party           | 152.749    | 0,5     | +0,3    | 3       | −       |
|                 | Social Democratic and Labour Party  | 137.012    | 0,4     | −       | 1       | −       |
|                 | Plaid Cymru                         | 125.309    | 0,4     | −       | 2       | −       |
|                 | Sinn Féin                           | 102.701    | 0,3     | +0,3    | 1       | +1      |
|                 | Alliance Party of Northern Ireland  | 61.275     | 0,2     | −0,1    | −       | −       |
|                 | Ecology Party                       | 52.507     | 0,2     | +0,1    | −       | −       |
|                 | British National Front              | 27.065     | 0,1     | −0,5    | −       | −       |
|                 | Unabhängige                         | 26.031     | 0,1     | −       | −       | −       |
|                 | Ulster Popular Unionist Party       | 22.861     | 0,1     | −       | 1       | +1      |
|                 | Unabhängige Labour                  | 17.151     | 0,1     | −       | −       | −       |
|                 | Unabhängige Konservative            | 16.657     | 0,1     | −       | −       | −       |
|                 | Workers’ Party of Ireland           | 14.650     | 0,0     | −0,1    | −       | −       |
|                 | British National Party              | 14.621     | 0,0     | −       | −       | −       |
|                 | Unabhängige Liberal                 | 13.632     | 0,0     | −       | −       | −       |
|                 | Communist Party of Great Britain    | 11.606     | 0,0     | −0,1    | −       | −       |
|                 | Unabhängige Socialist               | 10.414     | 0,0     | −       | −       | −       |
|                 | Workers Revolutionary Party         | 3.798      | 0,0     | −0,1    | −       | −       |
|                 | Official Monster Raving Loony Party | 3.524      | 0,0     | −       | −       | −       |
|                 | Wessex Regionalist Party            | 1.750      | 0,0     | −       | −       | −       |
|                 | Sonstige                            | 13.698     | 0,0     | −       | −       | −       |
|                 | Gesamt                              | 30.671.137 | 100,0   |         | 650     |         |
| Wahlberechtigte | Wahlberechtigte                     | 42.192.999 |         |         |         |         |
| Wahlbeteiligung | Wahlbeteiligung                     | 72,69 %    |         |         |         |         |
| Quelle:         |                                     |            |         |         |         |         |

## Nachwahlen
| Wahlkreis                                              | Datum      | Ausgeschiedene     | Ausgeschiedene | Nachgerückte       | Nachgerückte |
| Wahlkreis                                              | Datum      | Name               | Partei         | Name               | Partei       |
| ------------------------------------------------------ | ---------- | ------------------ | -------------- | ------------------ | ------------ |
| Penrith and The Border                                 | 28.07.1983 | William Whitelaw   | Cons           | David Maclean      | Cons         |
| Chesterfield                                           | 01.03.1984 | Eric Varley        | Labour         | Tony Benn          | Labour       |
| Cynon Valley                                           | 03.05.1984 | Ioan Evans         | Labour         | Ann Clwyd          | Labour       |
| South West Surrey                                      | 03.05.1984 | Maurice Macmillan  | Cons           | Virginia Bottomley | Cons         |
| Stafford                                               | 03.05.1984 | Hugh Fraser        | Cons           | Bill Cash          | Cons         |
| Portsmouth South                                       | 14.06.1984 | Bonner Pink        | Cons           | Mike Hancock       | SPD          |
| Enfield Southgate                                      | 13.12.1984 | Anthony Berry      | Cons           | Michael Portillo   | Cons         |
| Brecon and Radnor                                      | 04.07.1985 | Tom Ellis Hooson   | Cons           | Richard Livsey     | Lib          |
| Tyne Bridge                                            | 05.12.1985 | Harry Lowe Cowans  | Labour         | David Clelland     | Labour       |
| Belfast East                                           | 23.01.1986 | Peter Robinson     | DUP            | Peter Robinson     | DUP          |
| Belfast North                                          | 23.01.1986 | Cecil Walker       | UUP            | Cecil Walker       | UUP          |
| Belfast South                                          | 23.01.1986 | Martin Smyth       | UUP            | Martin Smyth       | UUP          |
| East Antrim                                            | 23.01.1986 | Roy Beggs          | UUP            | Roy Beggs          | UUP          |
| East Londonderry                                       | 23.01.1986 | William Ross       | UUP            | William Ross       | UUP          |
| Fermanagh and South Tyrone                             | 23.01.1986 | Ken Maginnis       | UUP            | Ken Maginnis       | UUP          |
| Lagan Valley                                           | 23.01.1986 | James Molyneaux    | UUP            | James Molyneaux    | UUP          |
| Mid Ulster                                             | 23.01.1986 | William McCrea     | DUP            | William McCrea     | DUP          |
| Newry and Armagh                                       | 23.01.1986 | Jim Nicholson      | UUP            | Seamus Mallon      | SDLP         |
| North Antrim                                           | 23.01.1986 | Ian Paisley        | DUP            | Ian Paisley        | DUP          |
| North Down                                             | 23.01.1986 | James Kilfedder    | UPUP           | James Kilfedder    | UPUP         |
| South Antrim                                           | 23.01.1986 | Clifford Forsythe  | UUP            | Clifford Forsythe  | UUP          |
| South Down                                             | 23.01.1986 | Enoch Powell       | UUP            | Enoch Powell       | UUP          |
| Strangford                                             | 23.01.1986 | John Taylor        | UUP            | John Taylor        | UUP          |
| Upper Bann                                             | 23.01.1986 | Harold McCusker    | UUP            | Harold McCusker    | UUP          |
| Fulham                                                 | 10.04.1986 | Martin Stevens     | Cons           | Nick Raynsford     | Labour       |
| Ryedale                                                | 08.06.1986 | John Spence        | Cons           | Elizabeth Shields  | Lib          |
| West Derbyshire                                        | 08.05.1986 | Matthew Parris     | Cons           | Patrick McLoughlin | Cons         |
| Newcastle-under-Lyme                                   | 17.07.1986 | John Golding       | Labour         | Llin Golding       | Labour       |
| Knowsley North                                         | 13.11.1986 | Robert Kilroy-Silk | Labour         | George Howarth     | Labour       |
| Greenwich                                              | 26.02.1987 | Guy Barnett        | Labour         | Rosie Barnes       | SDP          |
| Truro                                                  | 12.03.1987 | David Penhaligon   | Lib            | Matthew Taylor     | Lib          |
|                                                        |            |                    |                |                    |              |
| Quelle: House of Commons Information Office Factsheets |            |                    |                |                    |              |

## Nach der Wahl
Durch diesen sehr deutlichen Wahlsieg konnte Margaret Thatcher ihre zweite Regierung bilden. Auch ihre zweite Amtszeit war geprägt vom Kampf der Regierung gegen die Gewerkschaften und der Liberalisierung der Wirtschaft, die unter anderem eine hohe Arbeitslosigkeit, aber auch eine steigende Wirtschaftsleistung zur Folge hatte. Michael Foot trat aufgrund des historisch schlechtem Ergebnis zurück, sein Nachfolger wurde Neil Kinnock.